# Troleandomicina
La troleandomicina è un antibiotico macrolide con caratteristiche simili a quelle dell'eritromicina anche se, in generale, risulta meno efficace di quest'ultima. In vivo viene idrolizzata a oleandomicina. È stata riportata resistenza crociata, di tipo plasmidico o cromosomico, con gli altri macrolidi.

## Farmacodinamica
Il farmaco agisce per inibizione della sintesi proteica nei batteri, e si comporta come un agente batteriostatico. Troleandomicina è un profarmaco di oleandomicina e si lega alla subunità 50s del ribosoma batterico bloccandolo, impedendo così la sintesi delle proteine. La molecola non influisce minimamente sulla sintesi degli acidi nucleici.
Rispetto ad altri composti macrolidi (ad esempio eritromicina, miocamicina e josamicina), la molecola presenta un maggiore effetto di inibizione del CYP3A4.

## Farmacocinetica
Dopo somministrazione per via orale la troleandomicina viene assorbita dal tratto gastrointestinale in modo più rapido e completo (80%) rispetto all'oleandomicina. A seguito della somministrazione di 500 mg di farmaco il picco di concentrazione plasmatica (Cmax) pari a 2 µg/ml viene raggiunto nell'arco di 2 ore. La molecola permane nel plasma per 12 ore. L'eliminazione del composto dall'organismo avviene nelle feci attraverso la bile. Nelle urine si ritrova circa il 20% del farmaco somministrato, in forma attiva.

## Usi clinici
La troleandomicina è indicata in diverse infezioni sostenute da germi sensibili, sia nell'adulto che in età pediatrica.
Generalmente viene utilizzata nelle infezioni broncopolmonari, del cavo orale, otorinolaringoiatriche, cutanee e dei tessuti molli, dell'apparato urogenitale. Il composto trova anche indicazione nel trattamento dell'asma bronchiale steroido-dipendente ove comporta una riduzione della dose necessaria di metilprednisolone. È inoltre verosimile che la molecola presenti un'azione diretta nei soggetti con broncocostrizione, forse comportando una ridotta iperreattività delle vie aeree.

## Effetti collaterali e indeterminati
Gli effetti collaterali sono analoghi a quelli dell'eritromicina. La somministrazione del farmaco per un periodo di due settimane e più, o per cicli ripetuti, è risultata epatotossica causando ittero e disturbi transitori nella funzionalità del fegato con incremento delle transaminasi (in particolare AST ed ALT).
Sono stati inoltre riportati disturbi gastrointestinali (dispepsia, nausea, vomito, esofagiti, diarrea, crampi e dolore addominale, bruciore anale) e reazioni di ipersensibilità (prurito, orticaria, rash cutaneo, eczema).

## Controindicazioni
Il farmaco è controindicato nei soggetti con ipersensibilità individuale nota al principio attivo, ad altri macrolidi o molecole chimicamente correlate, oppure ad uno qualsiasi degli eccipienti della formulazione farmaceutica. La troleandomicina va somministrata con cautela nei soggetti affetti da insufficienza epatica e va evitata in quelli che hanno presentato effetti epatotossici dopo precedenti esposizioni al farmaco.

## Dosi terapeutiche
1,18 g di troleandomicina equivalgono a circa 1 g di oleandomicina.
La troleandomicina viene somministrata per os a una dose equivalente a 1,2 g/die di oleandomicina, frazionata in più volte al giorno. Nei bambini si somministra l'equivalente di 30–50 mg/kg/die. Nel trattamento dell'asma bronchiale steroido-dipendente la somministrazione di 250 mg di troleandomicina al giorno consente una riduzione del 50% nella dose di metilprednisolone. Inoltre è probabile che la troleandomicina abbia anche un'azione diretta nell'asma (forse per riduzione dell'iperreattività delle vie aeree).

## Interazioni
- Metilprednisolone: la terapia di associazione con troleandomicina comporta una caratteristica riduzione nell'eliminazione del cortisonico.[11][12][13]
- Teofillina: la co-somministrazione con troleandomicina determina una riduzione del metabolismo e della clearance della teofillina.[14][15][16]
- Alcaloidi della segale cornuta, eritromicina: la co-somministrazione di troleandomicina con queste sostanze può comportare interazioni negative.[17]
- Carbamazepina: l'associazione con troleandomicina determina un incremento dei livelli sierici dell'anticonvulsivante riducendone il metabolismo ed esponendo al rischio di intossicazione acuta.[18][19][20]
- Terfenadina: la co-somministrazione con troleandomicina incrementa il rischio di gravi aritmie e in particolare di torsioni di punta.[21]